# Friedrich Lothar von Stadion
Friedrich Lothar Graf von Stadion-Warthausen (* 6. April 1761; † 9. Dezember 1811 in Chodenschloß) war Domherr sowie hoher Beamter im Erzstift Mainz und dem Hochstift Würzburg. Später trat er in den österreichischen Staatsdienst ein und war unter anderem als Diplomat tätig.

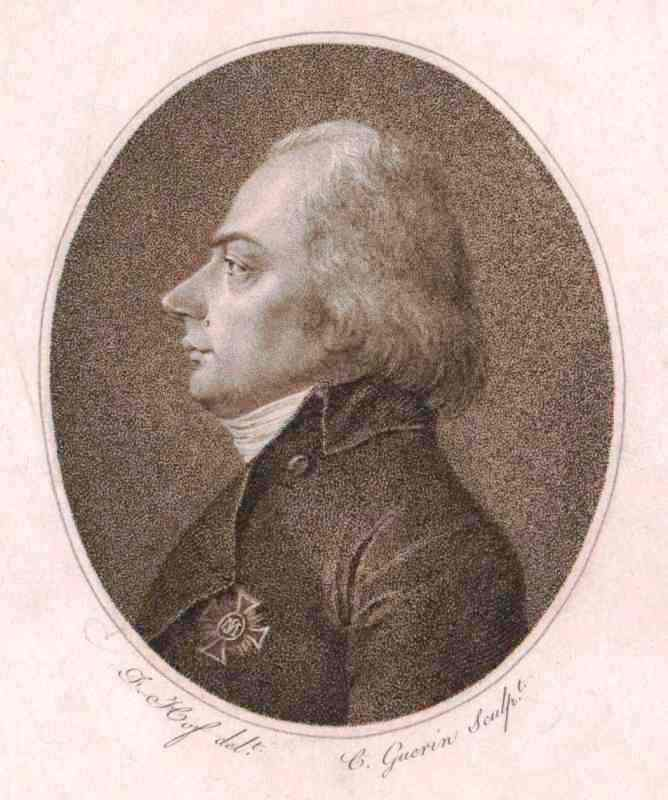
Friedrich Lothar Graf von Stadion-Warthausen

## Leben
Er stammte aus dem Adelsgeschlecht Stadion. Der Vater war Franz Conrad von Stadion. Die Mutter war Ludovika von Zobel zu Giebelstadt-Darmstadt. Sein jüngerer Bruder war der spätere österreichische Hof- und Staatskanzler Johann Philipp von Stadion.  Weil er früh an Tuberkulose erkrankte, an der er auch später starb, musste er auf das Erstgeburtsrecht verzichten und wurde für den geistlichen Stand bestimmt.
Zusammen mit seinem Bruder ging er 1782/83 begleitet durch den gemeinsamen Erzieher und Hofmeister Joseph Hieronymus Karl Kolborn auf Kavaliersreise und lernte dabei Joseph II., Friedrich den Großen und Ludwig XVI. kennen. Beide Brüder waren von der katholischen Aufklärung geprägt. Sie hatten Beziehungen zu Reformern und Aufklärern. Friedrich hatte Kontakte zu den Vertretern der Weimarer Klassik, aber vor allem zu den Romantikern. Besonders eng war die Beziehung zu Bettina von Arnim. Diese bezeichneten ihn als einen der „herrlichsten Männer der Welt“. Maximilian von Montgelas beschrieb ihn allerdings als Priester im strengsten Sinn des Wortes und als fromm. 
Er war Domkapitular in Würzburg und später auch in Mainz. In Mainz wurde er auch geheimer Rat und schließlich Präsident der Regierung. Zeitweise war er Verweser der Statthalterei in Erfurt und wurde 1797 Rektor der Universität Würzburg. Im Jahr 1798 wurde er Gesandter des Hochstifts Würzburg beim Rastatter Kongress. Er versuchte vergeblich, die Hochstifte zu retten. Dies tat er auch in juristischen Veröffentlichungen. Allerdings gehörte er schließlich zu den Mitgliedern der Reichsdeputation, die am 9. Dezember 1798 für die Annahme eines französischen Ultimatums und damit für die Säkularisation stimmten. 
Nach der Säkularisation des Hochstifts Würzburg verlor seinen Posten als Rektor der Würzburger Universität. Stattdessen wurde er nach der Eingliederung des Landes nach Bayern in den bayerischen Staatsdienst übernommen. Er war verantwortlich für geistliche Angelegenheiten, mithin für die Auflösung der Klöster, Stifte und geistlichen Behörden im ehemaligen Hochstift.
Später trat er in österreichische Dienste. Er war zeitweise böhmischer Reichstagsgesandter in Regensburg. Nach dem Frieden von Preßburg beauftragte ihn sein Bruder, der mittlerweile Außenminister geworden war, mit einem Gutachten zu der Frage, ob Franz II. weiterhin an der Krone des Heiligen römischen Reiches festhalten sollte. Später wurde er mit einem weiteren Gutachten beauftragt. Dieses sollte klären, inwieweit die Krone nach einer Niederlegung durch Franz II. durch andere beansprucht werden könne und ob die Gefahr bestehe, dass das Haus Habsburg seine bisherigen Privilegien verlieren und möglicherweise zu Reichslasten herangezogen könne. Beide Gutachten spielten eine Rolle bei der Vorbereitung zur Niederlegung der Krone.
Kurze Zeit danach war er österreichischer Gesandter in Bayern. Er war mit Maximilian I. Joseph und den Ministern Montgelas und Franz Karl von Hompesch gut bekannt. Montgelas kannte er aus dem Umfeld des Illuminatenordens. Unklar ist allerdings, ob er wie sein Bruder dem Geheimbund angehörte. Er sollte versuchen, die Bayern auf die Seite Österreichs zu bringen. Gleichzeitig baute er in Süddeutschland ein gegen die Franzosen gerichtetes Informations- und Spionagenetz auf. Schließlich wurde ihm klar, dass Bayern bei einem kommenden Krieg nicht die Seiten wechseln und den Rheinbund verlassen würde. Damit war Bayern ein potentieller Feind Österreichs.
Er drängte seinen Bruder dazu, dass Österreich Frankreich und seine Verbündeten angreifen müsse, solange Napoleon Bonaparte und seine Truppen in Spanien gebunden seien. Er verfasste im Folgenden genau beobachtende Berichte an seinen Bruder, die die Maßnahmen der Regierung Montgelas scharf kritisierten. Zum Entschluss Österreichs loszuschlagen trug auch bei, dass Friedrich Lothar fälschlicherweise berichtete, dass die Armeen des Rheinbundes insgeheim mit Österreich sympathisierten.
Während des fünften Koalitionskrieges war er 1809 Bevollmächtigter Armeehofkommissär für Deutschland und Generalintendant bei der österreichischen Hauptarmee unter Erzherzog Karl. Nach der Niederlage zog er sich aus der Öffentlichkeit auf seine Besitzungen in Böhmen zurück.